# پطروس ملیک آندریاسیان
پطروس خان ملیک آندریاسیان (ارمنی: Պետրոս խան Մելիք Անդրեասյան; انگلیسی: Petros Khan Melik Anderasian) معروف به پطروس خان (زاده ۱۸۷۹ میلادی - درگذشته ۶ ژانویه ۱۹۱۳ میلادی) از یاران شجاع یپرم‌خان و از چهره‌های شاخص جنبش مشروطه محسوب می‌شد و از رشت تا تهران در نبردهای بسیاری شرکت جسته است.

## زندگی‌نامه
پطروس خان از اوایل جنبش مشروطه با جمع‌آوری گروهی از جوانان میهن‌پرست ارمنی به نیروهای یپرم‌خان پیوست و پس از فتح تهران هنگامی که یپرم‌خان سمت «ریاست نظمیه تهران» را برعهده داشت به پطروس خان مأموریت داد تا اموال و جواهرات سلطنتی را از غارت و چپاول حفظ نماید. پطروس خان مأموریت محموله را به نحو احسن به انجام رساند و امروز موزه جواهرات ایران وجود بخش عمده‌ای از اشیاء موجود خود را به مرهون کوشش و تلاش‌های پطروس خان می‌داند.
مبارزه پطروس خان با مخالفان مشروطیت و طرفداران استبداد تا سال ۱۲۸۹ خورشیدی (۱۹۱۰ میلادی) به طول انجامید. در همین سال پس از استقرار آرامش نسبی در کشور پطروس خان به تبریز بازگشت. وی سپس ریاست «کل اداره رسوم» (مالیات غیر مستقیم آذربایجان) منصوب گشت.
پس از اینکه در سال ۱۲۹۰ خورشیدی (۱۹۱۱ میلادی) دولت روسیه تزاری قوای خود را به تبریز اعزام داشت، نیروهای استبداد نیز بار دیگر به پا خواسته و درصدد نابودی سران مشروطیت برآمدند.
علیرغم هشدارهای قبلی به پطروس خان جهت ترک تبریز و حفظ جان خویش، وی با شجاعت کامل به مساعدت در امر خروج دیگر مجاهدان مشروطیت به خصوص مرادالسلطنه رئیس نظمیهٔ تبریز از این شهر پرداخت و لیکن خود حاضر به ترک شهر نگردید و سرانجام اسیر روس‌ها شد.
به زودی تلاش گسترده‌ای جهت آزادی پطروس خان آغاز شد و پیام‌های تلگراف متعددی به دولت مرکزی ایران، تزار روسیه، حاکم قفقاز و حتی «جاثلیق اعظم ارمنی‌های جهان» ارسال گردید. گرچه بنا به روایتی قبل از انجام اعدام پطروس خان سرکنسول روسیه در تبریز پیام تلگرافی در خصوص جلوگیری از اعدام وی دریافت داشت اما به جهت خصومت شدید روس‌ها و مخالفان مشروطیت با پطروس خان، دریافت تلگراف پنهان نگهداشته و پس از انجام مراسم اعدام فاش شد. مراسم اعدام پطروس خان در روز دوشنبه ۱۶ دی ۱۲۹۱ خورشیدی (۶ ژانویه ۱۹۱۳ میلادی) در ارگ تبریز انجام گرفت.
پطروس خان با شهامت تمام طناب دار را به گردن انداخت و پس از اینکه خود چهارپایه را از زیر پای خود رها کرد طناب دار پاره شد و مراسم اعدام موقتاً متوقف گردید. گرچه بر پایه سنتی دیرین هنگامیکه طناب دار محکوم به مرگ پاره گردد وی از مجازات مرگ رهایی می‌یابد و لیکن سربازان روس بر خلاف این سنت بار دیگر طناب را به گردن وی انداختند و این رادمرد را اعدام کردند.
مراسم تدفین پطروس خان با مارش و رژه خاص نظامی و با حضور جمع کثیری از مردم تبریز انجام گرفت.